# کلاریس دوریس هلمن
کلاریس دوریس هِلمن پِپِر (۲۸ اوت ۱۹۱۰ – ۲۸ مارس ۱۹۷۳) تاریخ‌نگار علم آمریکایی بود که به‌عنوان «یکی از نخستین تاریخ‌نگاران حرفه‌ای علم در ایالات متحده» شناخته می‌شود. او در زمینهٔ نجوم قرن شانزدهم و هفدهم تخصص داشت، کتابی دربارهٔ دنباله‌دار بزرگ ۱۵۷۷ نوشت و مترجم کتابی دیگر، یعنی زندگی‌نامهٔ یوهانس کپلر، بود. وی استاد مؤسسه پرت و سپس کالج کوئینز، دانشگاه شهری نیویورک شد و عضویت در چندین انجمن علمی برجسته را دریافت کرد.

## اوایل زندگی و تحصیلات
هِلمن در ۲۸ اوت ۱۹۱۰ در نیویورک زاده شد. پدرش، آلفرد مایر هِلمن، پزشک متخصص زنان و زایمان و یک کتاب‌دوست بود. مادرش، کلاریس (با نام پیشین بلوم)، بعدها تنها زن عضو هیئت مدیرهٔ بیمارستان سیدنهام شد. او در سال ۱۹۲۶ از مدرسه هوراس من فارغ‌التحصیل شد و در سال ۱۹۳۰ مدرک کارشناسی خود را در ریاضیات و نجوم از کالج واسر دریافت کرد، جایی که به عضویت انجمن فی بتا کاپا نیز درآمد. سپس، به‌عنوان پژوهشگر کالج واسر در کالج رادکلیف ادامه تحصیل داد و در سال ۱۹۳۱ مدرک کارشناسی ارشد خود را در تاریخ علم از رادکلیف دریافت کرد. به گفتهٔ زندگی‌نامه‌نویس جوزف داوبن، این یکی از نخستین مدارک عالی تاریخ علم در ایالات متحده بود. در رادکلیف، جرج سارتن، تاریخ‌نگار علم در دانشگاه هاروارد، از استادان راهنمای او شد.
او به‌عنوان دانشجوی دکتری در دانشگاه کلمبیا تحصیل کرد و با وقفه‌ای برای ازدواج و پرورش دو دختر، در سال ۱۹۴۳ مدرک دکتری خود را دریافت کرد. پایان‌نامهٔ او با عنوان دنباله‌دار ۱۵۷۷: جایگاه آن در تاریخ نجوم به دنباله‌دار بزرگ ۱۵۷۷ می‌پرداخت. او در این پژوهش، از استاد دانشگاه کلمبیا، فردریک بری، برای راهنمایی‌اش سپاسگزاری کرد و از جرج سارتن و لین تورندایک برای تشویق‌ها، پیشنهادها و انتقادهایشان قدردانی نمود. این پایان‌نامه در سال ۱۹۴۴ توسط انتشارات دانشگاه کلمبیا به‌صورت کتاب منتشر و در سال ۱۹۷۱ توسط انتشارات AMS نیویورک تجدید چاپ شد.

## دوران کاری و زندگی بعدی
در سال ۱۹۴۹، هِلمن به‌مدت ده سال عضو شورای انجمن تاریخ علم بود. در سال ۱۹۵۱، او به عضویت هیئت علمی مؤسسه پرت در دپارتمان مطالعات اجتماعی درآمد و در اوایل دهه ۱۹۵۰ تلاش‌هایی برای تأسیس بخش نیویورک انجمن تاریخ علم انجام داد.
در سال ۱۹۵۹، او دومین کتاب خود، ترجمهٔ زندگی‌نامهٔ یوهانس کپلر، نوشتهٔ ماکس کاسپار، را منتشر کرد که در سال ۱۹۹۳ توسط انتشارات دوور تجدید چاپ شد. در همان سال، او نمایندهٔ ایالات متحده در کنگرهٔ اتحادیه بین‌المللی تاریخ و فلسفه علم در اسپانیا بود و در سال ۱۹۶۲، دبیر کنگرهٔ بعدی در دانشگاه کرنل شد. پژوهش‌های او در سال‌های ۱۹۵۹–۱۹۶۰ با حمایت بنیاد ملی علوم انجام شد.
او ضمن ادامهٔ فعالیت در مؤسسه پرت، در سال ۱۹۶۴ به‌عنوان استاد مدعو در دانشگاه نیویورک مشغول به کار شد و در سال ۱۹۶۶ به کالج کوئینز، دانشگاه شهری نیویورک پیوست و همچنین در مرکز تحصیلات تکمیلی دانشگاه شهری نیویورک تدریس کرد.
او در ۲۸ مارس ۱۹۷۳، پس از یک دوره بیماری طولانی، در نیویورک درگذشت. همسرش، مورتون پِپِر (وکیل و رئیس انجمن یهودیان نابینا)، پس از او ازدواج مجدد کرد و تا سال ۱۹۸۸ زندگی کرد. دخترانش، آلیس و کارول پِپِر، با دو برادر که هر دو به‌عنوان دانشگاهی فعالیت داشتند، رابرت ال. و پل ر. کوپر، ازدواج کردند.

## کتاب‌ها

### دنباله‌دار ۱۵۷۷
کتاب هِلمن، دنباله‌دار ۱۵۷۷: جایگاه آن در تاریخ نجوم، مجموعه‌ای از روایت‌های مربوط به دنباله‌دار بزرگ ۱۵۷۷ از نویسندگان زمان خود را گردآوری و دسته‌بندی کرده است. این کتاب شامل دو فصل مقدماتی است که بر اساس کارهای لین تورندایک و جرج سارتن به خلاصه‌ای از دانسته‌های پیشین دربارهٔ دنباله‌دارها می‌پردازد.
این اثر با تمرکز بر اندازه‌گیری اختلاف منظر و کاربرد آن در تعیین موقعیت دنباله‌دار نسبت به ماه، دسته‌بندی‌هایی را ارائه می‌دهد. برخی از منجمان بر این باور بودند که این دنباله‌دار نزدیک‌تر از ماه است، درحالی‌که دیگران با مشاهدهٔ عدم اختلاف منظر، آن را دورتر دانسته‌اند (به‌ویژه تیکو براهه).
هرچند براهه خود نظریه خورشیدمرکزی نیکلاس کوپرنیک را رد کرد و به نظام تیکویی که نوعی نظریه زمین‌مرکزی بود، پایبند ماند، اما مشاهداتش از دنباله‌دار ۱۵۷۷ تردیدهای جدی دربارهٔ این مدل ایجاد کرد و نقشی کلیدی در انقلاب کوپرنیکی ایفا نمود.
این تغییر دیدگاه در بررسی‌های منتقدان نیز بازتاب یافته است. پرل کیبر، در بررسی اولیه، کتاب را به‌عنوان بخشی از تداوم اندیشهٔ قرون وسطی می‌بیند، درحالی‌که در بازنشر دههٔ ۱۹۷۰، ویلیام اچ. داناهیو انتخاب هِلمن برای گنجاندن منابع غیرنجومی را "تحسین‌برانگیز و قدرتمند" می‌خواند. تا سال ۱۹۹۵، آلبرت ون هِلْدِن، استاد تاریخ در دانشگاه رایس، این کتاب را "اثر مرجع استاندارد در مورد دنباله‌دار ۱۵۷۷" نامید.

### کپلر
تاریخ‌نگار آلمانی ماکس کاسپار ۵۰ سال را صرف گردآوری و ویرایش آثار یوهانس کپلر کرد. کتاب کپلر، زندگی‌نامهٔ او، در ابتدا در سال ۱۹۴۸ به زبان آلمانی منتشر شد و در سال‌های ۱۹۵۰ و ۱۹۵۸ تجدید چاپ گردید، اما تا پیش از ترجمهٔ هلمن، هیچ اثری مشابه آن به زبان انگلیسی وجود نداشت. ویلیام دی. استالمن، منتقدی که در ساینس (مجله) می‌نوشت، کتاب کاسپار را زندگی‌نامه‌ای قطعی و ترجمهٔ هلمن را اثری عالی، روان و مورد انتظار توصیف کرده است.
علاوه بر ترجمهٔ متن اصلی کاسپار، هلمن پانوشت‌هایی حاوی اطلاعات تاریخی و زندگی‌نامه‌ای اضافه کرد که در نسخهٔ اصلی تا حد زیادی غایب بودند و برخی اشتباهات را نیز اصلاح نمود. برخی متونی که کپلر به لاتین نوشته و توسط کاسپار نقل شده بودند، همچنان بدون ترجمه باقی ماندند. نسخهٔ ۱۹۹۳ انتشارات دوور مقدمه‌ای جدید و کتاب‌نامه‌ای را که اوون جینگریچ و آلن سگوندز به آن افزودند، شامل می‌شود. آلبرت ون هلدن، منتقد کتاب، آن را اثری استاندارد و بی‌رقیب در زمینهٔ زندگی‌نامهٔ کپلر دانسته و ترجمهٔ هلمن را «زیبا» توصیف کرده است.

## شناخت
چندین انجمن علمی با انتخاب هلمن به‌عنوان عضو (یا در مورد انجمن‌هایی با عضویت آزاد، به رتبه‌ای بالاتر در انجمن علمی) از او تقدیر کردند: او در سال ۱۹۶۰ به‌عنوان عضو انجمن سلطنتی اخترشناسان بریتانیا انتخاب شد. او در سال ۱۹۶۳ به آکادمی بین‌المللی تاریخ علم پیوست و در سال ۱۹۶۹ به عضویت کامل آن درآمد. همچنین، وی عضو انجمن پیشبرد علوم آمریکا نیز بود.
اسناد و مدارک هلمن در کتابخانه‌های دانشگاه کلمبیا نگهداری می‌شوند.